# Stéphane Beel
Stéphane Beel (* 1. November 1955  in Kortrijk) ist ein belgischer Architekt und Industriedesigner.

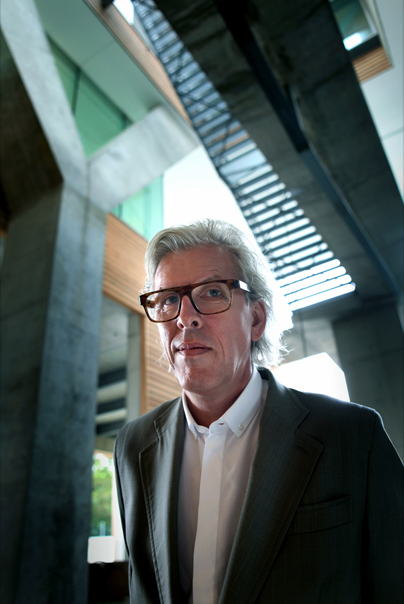
Stéphane Beel

## Werdegang und Wirken
Stéphane Beel studierte Architektur am Sint-Lucasinstituut (1974–1979) und am Institut für Architektur (1979–1980) in Gent. In den frühen 1980er-Jahren gründete er ein eigenes Architekturbüro. Für seine radikalen ästhetischen Vorstellungen erhielt er für den Entwurf des Platzes Europakruispunt/Carrefour de L'Europe in Brüssel als Mitglied des Teams Hoogpoort, zusammen mit Xaveer De Geyter, Willem Jan Neutelings und Arjan Karssenberg den Prix Paul Bonduelle. 
Anfang der 1980er Jahre gründete Beel sein eigenes Architekturbüro, das nicht nur Privatbauten und Bürohäuser entwarf, sondern viele öffentliche Gebäude in Belgien und den Niederlanden: Mit seinen Büro-Kollegen entwarf er u. a. die Museumsneubauten deSingel und M – Museum Leuven; auf seine Entwürfe zurück geht der neuen Rubens-Pavillon in Antwerpen sowie (gemeinsam mit Xaveer de Geyter) die neue Erweiterung der Universität Gent. In Machelen-on-de-Leie entwarf er das Roger-Raveel-Museum, in Kortrijk mehrere Universitätsgebäude und das neue Gerichtsgebäude. Neben seinem eigenen Büro arbeitet Beel mit Lieven Achtergael (Beel-Achtergael architecten); sie realisierten die zum Kunstzentrum umgebauten Tacktoren in Kortrijk (1994–1999; vormals Kühltürme der Brauerei Tack), das Centraal Museum in Utrecht (1994–1999), das Groot Gerechtsgebouw in Gent (1998–2006), das JOC Rabot (JOC Minus One) in Gent (2002–2007) und Villa V te T (2006–2009). Ferner war er an der Renovierung des Centraal Museum Utrecht beteiligt. 
Daneben entwarf Beel auch Möbel für Bulo wie die Tischkollektion „SB55“. 2005 und 2011 erschienen  Artikel über sein Werk in der spanischen Architektur-Zeitschrift El Croquis.

## Bauwerke (Auswahl)
- Rubenshaus, Antwerpen

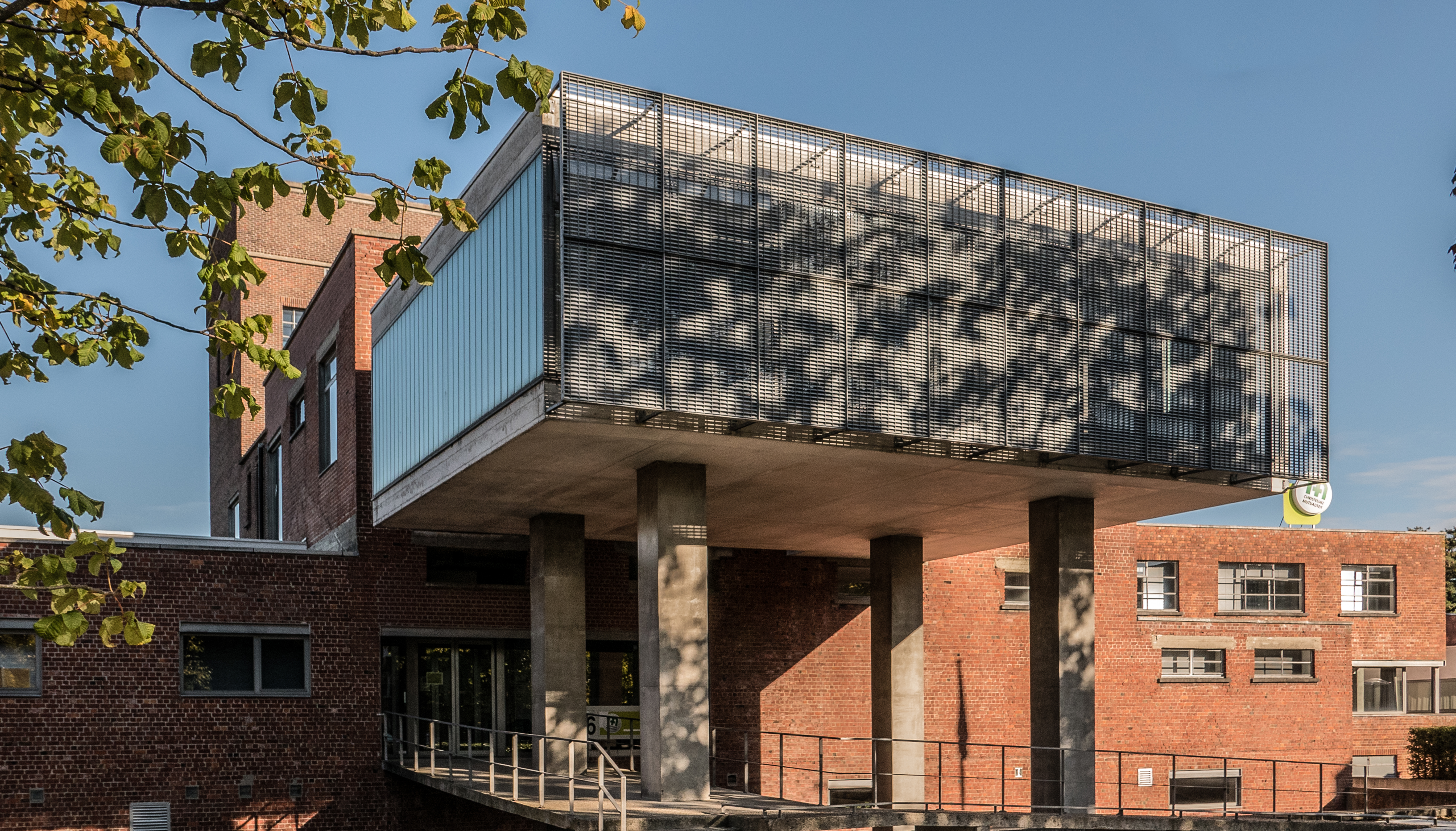
Der von Beel entworfene Anbau an die ehemalige Stassano-Molkerei in Eeklo CM

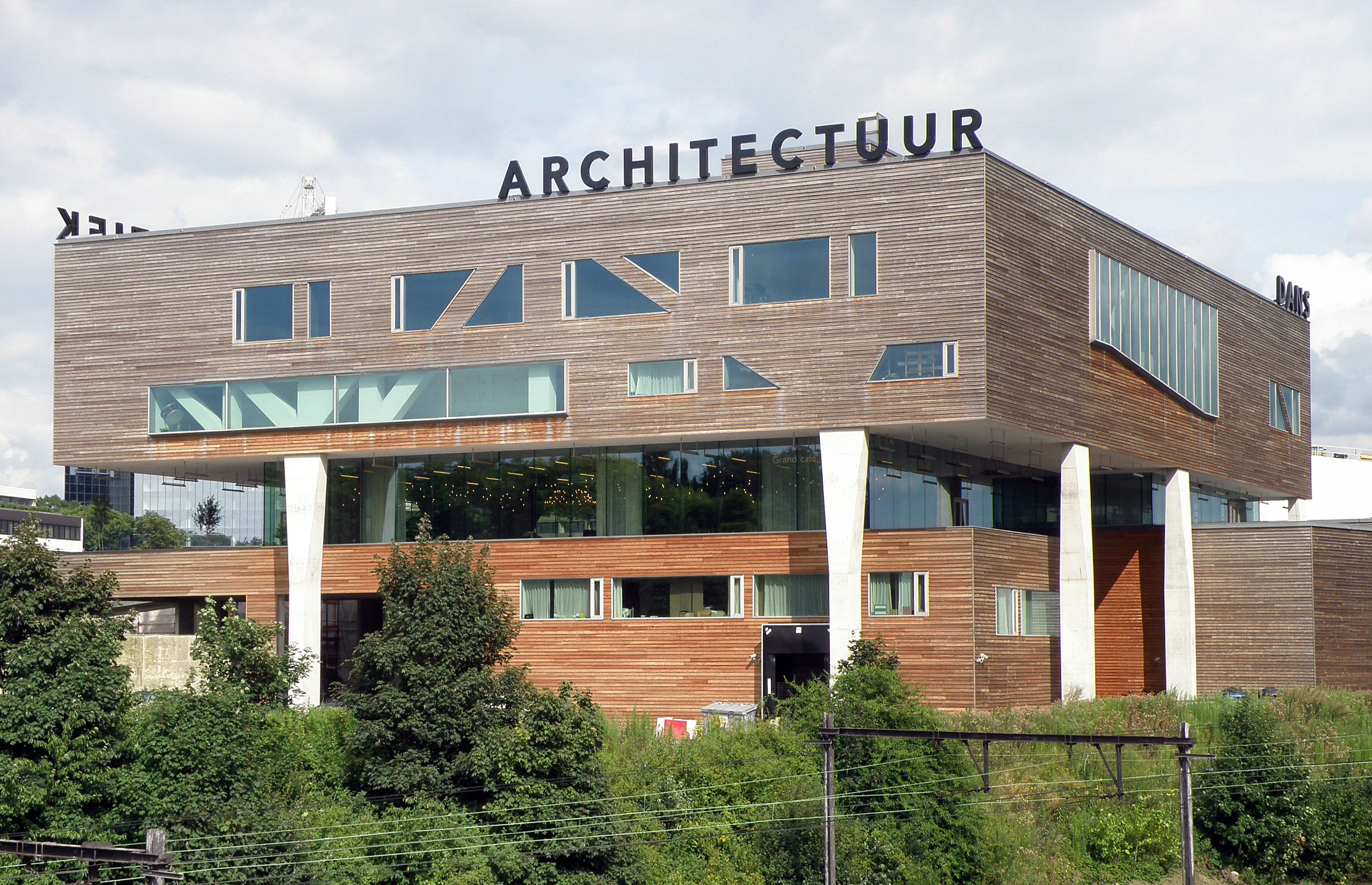
DeSingel zu Antwerpen

- Museum Roger Raveel, Machelen-Zulte
- Psychiatrisches Zentrum Gasthuisberg, Leuven
- Königliches Museum für Zentralafrika, Tervuren

## Ehemalige Mitarbeiter
- David Van Severen[2]